# يانيس اناستاسيو
يانيس اناستاسيو (باليونانية: Γιάννης Αναστασίου)‏ (5 مارس 1973 بآرتا في اليونان - ) هو مدرب كرة قدم ولاعب كرة قدم يوناني في مركز الهجوم. شارك مع منتخب اليونان لكرة القدم. أما مع النوادي، فقد لعب مع أياكس أمستردام وإثنيكوس ورودا ياي سي وسبارتا روتردام ونادي رويال أندرلخت والمير سيتي وPreveza F.C. ‏ وأوفي كريت.

## وصلات خارجية
- يانيس اناستاسيو على موقع الاتحاد الأوربي (الإنجليزية)
- يانيس اناستاسيو على موقع قاعدة بيانات كرة القدم.إي يو (الإنجليزية)
- يانيس اناستاسيو على موقع ناشيونال فوتبول تيمز (الإنجليزية)